# Jay McInerney
Jay McInerney, egentligen John Barrett McInerney, Jr, född 13 januari 1955 i Hartford, Connecticut, är en amerikansk romanförfattare och vinskribent. Bland hans romaner är Bright Lights, Big City (Neon på svenska) från 1984 den mest uppmärksammade. Romanen har också filmats.
McInerney ingår i den litterära grupp som växte fram under 80-talets yuppieår i USA och som den amerikanska tidningen Village Voice kallade The Brat Pack. Dit räknas också bland andra Bret Easton Ellis och Donna Tartt.
McInerney skriver också vinkrönikor i tidningen House & Garden. Dessa krönikor har samlats i böckerna Bacchus & Me och A Hedonist in the Cellar.